# 李原 (朝鮮)
李原（：／，1368年—1429年），字次山，號容軒，本貫固城李氏。高麗末期至朝鮮王朝初期文臣。
李原是高麗文臣李嵒之孫，也是密直副使李岡之子。他是鄭夢周的門生。15歲進士合格，18歲文科及第。在朝鮮王朝建立初期，他為官職的確定做出貢獻。歷任大司憲、慶尚道觀察使、兵曹判書、禮曹判書、議政府參贊、議政府贊成、吏曹判書等職。1418年世宗即位後被任命為右議政。1421年任左議政，因權力鬥爭，於1426年遭到陷害，被剝奪功臣錄券，罷官流放外地，1429年死於流配地。後獲得平反，諡襄憲。